# Клігер Ігнац Нахманович
Ігнац Нахманович Клігер (16 травня 1916, Чернівці — початок 1990-х) — український радянський скульптор і художник; член Товариства чернівецьких художників з 1940 року, Челябінської організації Спілки художників РРФСР з 1944 року, та Спілки радянських художників України у 1947—1972 роках.

## Біографія
Народився 16 травня 1916 року в місті Чернівцях (нині Україна). Протягом 1936—1939 років навчався у Паризькій вищій школі красних мистецтв, після чого повернувся до Чернівців.
Під час німецько-радянської війни мобілізований до Трудової армії і відправлений на Урал. Після звільненя у 1944 році до 1946 року працював у Челябінську, у міському відділі у справах будівництва та архітектури; певний час очолював скульптурну майстерню, в якій виконували замовлення офіційних установ.
1946 року повернувся до Чернівців, працював у скульптурних майстернях Чернівецького художнього комбінату. Мешкав у будинку на вулиці Воровського, № 5, квартира № 3. 1972 року виїхав до Федеративної Республіки Німеччини. Помер на початку 1990-х років.

## Творчість
Працював у галузях монументальної, паркової та станкової скульптури (переважно у жанрі портрета), а також живопису (писав пейзажі) і графіки. Працюючи у Челябінську протягом 1944—1945 років створив композиції «Дівчина з книгою», «Спортсмен із м'ячем», цикл «Фізкультура», фонтан «Танцюючі дівчата» на площі Революції (демонтований у 1978 році); у 1946 році — декор фасаду (горельєфні композиції у вигляді картушів з виразними комічними й трагічними маскаронами, облямованими гірляндами з лаврового листя, квітів, овочів разом зі смолоскипами) та вісім барельєфних портретів композиторів у медальйонах в інтер'єрі Театру Челябінського тракторного заводу. Також створив графічні твори «Уральський пейзаж» (1944), «Автопортрет» (1944, вугілля), «Архітектор Т. Зільберг» (1945).
У Чернівцькому парку культури та відпочинку встановлені його роботи пам'ятники Ользі Кобилянській (1952, бетон тонований), Михайлу Калініну (1958, демонтований 1992 у році). Серед станкових робіт:
- портрет Ольги Кобилянської (1949);
- портрет доктора геолого-мінералогічних наук Сергія Ковалевського (1952);
- «Юний скульптор» (1954);
- портрет Героя Соціалістичної Праці, голови колгоспу «Більшовик» Василя Гнепи (1961);
- портрет Василя Стефаника (1964);
- груповий портрет К. Гегермана, П. Лимаревої-Зальотової, Д. Іскри (1967, гіпс тонований).

Брав участь у республіканських виставках з 1949 року.